# Bahr Salamat
Il Bahr Salamat (o semplicemente Salamat) è un fiume stagionale della regione del Sahel. È un affluente dello Chari, il principale immissario del lago Ciad. Nasce in Sudan e scorre attraverso il Ciad. Nella sua parte superiore è noto come Bahr Azoum. La parola araba Bahr significa qualcosa come «mare» o «massa d'acqua». Il fiume attraversa la città di Am Timan e la riserva faunistica del Bahr Salamat (meglio conosciuta come parco nazionale di Zakouma).

## Geografia
Il fiume ha le sue sorgenti nel Darfur, in Sudan. Fonti letterarie più antiche indicano talvolta come area di origine del fiume la regione di Ouaddaï. Nasce dalla confluenza di un gran numero di piccoli corsi d'acqua che scorrono stagionalmente. Il Bahr Azoum, che ha la sua sorgente nel Darfur, è il ramo sorgentifero più importante del fiume, ma è uno uadi in secca per la maggior parte dell'anno, pur dando vita anche a spettacolari inondazioni durante la stagione delle piogge. Dopo la città di Am Timan, il fiume si divide in un ramo occidentale (Bahr Bola) e in uno orientale e scorre attorno al lago Iro. Una parte del ramo orientale confluisce in quest'ultimo, e una volta uscitone prende il nome di Salamat. A nord del lago si trova il parco nazionale di Zakouma, a circa metà strada tra il lago e la città di Am Timan.
Proseguendo verso ovest/sud-ovest, i due rami si riuniscono e serpeggiano attraverso la savana fino a confluire nella sponda destra del fiume Chari, una cinquantina di chilometri a valle della città di Sarh (l'ex Fort-Archambault). Nel loro percorso attraverso la parte meridionale del bacino del Ciad, l'Aouk e il Salamat attraversano una pianura che inondano ampiamente durante la stagione delle piogge, quando imperversa il monsone dell'Africa occidentale. Questa pianura alluvionale, sotto il nome di Plaines d'inondation des Bahr Aouk et Salamat (49.222 km²), è stata dichiarata zona umida di importanza internazionale e posta sotto la protezione della Convenzione di Ramsar.

## Idrometria
La portata è stata misurata in m³/s per 23 anni (1953-76) ad Am Timan. Qui la portata media annua durante questo periodo è stata di 31 m³/s, alimentata da un'area di 84.500 km², una superficie pari al 90% dell'intero bacino idrografico.